# 26 Andromedae
26 Andromedae este o stea fadă din constelația Andromeda.